# José María Obando
José María Ramón Obando del Campo (Miranda, 8 de agosto de 1795 – El Rosal, 29 de abril de 1861) foi um político colombiano. Ocupou o cargo de presidente de seu país entre 1 de abril de 1853 e 17 de abril de 1854.